# Lasiocampa staudingeri
Lasiocampa staudingeri is een vlinder uit de familie van de spinners (Lasiocampidae). De wetenschappelijke naam van de soort is voor het eerst geldig gepubliceerd in 1885 door Bethune-Baker.